# TWINKLE NIGHT
『TWINKLE NIGHT』（トゥインクル・ナイト）は、日本の音楽ユニットであるTM NETWORKのミニアルバム。
1985年11月28日にEPIC・ソニーからリリース。前作『CHILDHOOD'S END』から5ヶ月後にリリースされた作品であり、作詞は小室哲哉、西門加里が担当し、作曲は小室および木根尚登、プロデューサーは小室が担当している。
レコーディングは1985年8月11日から10月13日までセディックスタジオ、マリンスタジオ、CBSソニー信濃町スタジオにて行われた。クリスマス向けのアルバムとして作られ、OVA『吸血鬼ハンターD』のサウンドトラックと並行して製作が進められた。シンセサイザーはほぼE-mu Emulator IIしか使われなかった。
先行シングルとして本作収録曲のリミックスとなる「YOUR SONG ("D"Mix)」がリリースされた。
オリコンチャートでは初リリース時は最高位157位であったが、再リリース盤にて最高位2位を獲得した。

## 背景
前作『CHILDHOOD'S END』リリース後、TM NETWORKは6月22日から11月3日まで、ファンイベントとなる「PARTY OF TM VISION」を11都市全13会場にて開催した。
8月25日には初のビデオ作品『VISION FESTIVAL』をリリース、9月27日から11月27日まではライブツアー「DRAGON THE FESTIVAL featuring TM NETWORK」を8都市全8公演開催した。
この時期に菊地秀行の小説『吸血鬼ハンターD』（1983年 - 2007年）のOVA版のサウンドトラック製作の依頼を受けた小室は、『吸血鬼ハンター“D”オリジナル・アニメーション・サウンド・トラック』と並行する形で本作の製作に着手する事となった。しかし、同時進行で2枚のアルバムを製作する事が困難であった事から、本作はミニアルバムとして製作される事となった。

## 音楽性
1曲目の「YOUR SONG」では前作に続いてサンプラーが導入されており、前作で実験的に使用されていたサンプラーを本格的に導入した初の曲となった。同曲の音は90%がE-mu Emulator IIによって製作されたという。
2曲目の「組曲 VAMPIRE HUNTER D」に関して小室は後に「今から聴いたらすごく幼稚なメロディラインだったり、オーケストレーションとかも全然幼い」と否定的な発言を行っている。
3曲目の「TWINKLE NIGHT (あるひとりのロマンティストの生誕)」はクリスマスソングであり、それを意識してベルや鉄琴の音を導入している。後に山下達郎の「クリスマス・イブ」（1983年）がヒットした際に、小室は同曲のコーラスワークを聴き「ああ、これはやられたな」という感想を抱いたという。
4曲目の「ELECTRIC PROPHET (電気じかけの予言者)」のサブタイトルは映画『時計じかけのオレンジ』（1971年）から引用されたものであり、TM NETWORK初期においては数少ないメッセージソングとなった。歌詞のテーマは後にtrfの『WORLD GROOVE』（1994年）に引き継がれている。

## 批評
| 専門評論家によるレビュー | 専門評論家によるレビュー |
| レビュー・スコア         | レビュー・スコア         |
| 出典                     | 評価                     |
| ------------------------ | ------------------------ |
| シンプジャーナル         | 肯定的                   |
| CDジャーナル             | 肯定的                   |

- 音楽誌『シンプジャーナル』にて音楽評論家の田家秀樹は先行シングル「YOUR SONG ("D"Mix)」と共に、「1曲1曲が独立していて、曲による表現を超えた演劇的な広がりを見せていた」と音楽性に関して肯定的に評価している[3]。

- 音楽情報サイト『CDジャーナル』では、1989年の再リリース盤ではブレイク前の音源である事を指摘した上で「あんまり大風呂敷ではない」、「全体的にスカスカしてます」と音楽性や完成度に関して否定的に評価していた[4]が、2013年の再リリース盤ではクリスマス向けである事やファンタジー路線の選曲がされている事に触れた上で、「ちょっとおバカだけど感動的なメロディと重みのある歌詞が印象的[5]」と音楽性および歌詞に関して肯定的な評価となった。

## チャート成績
オリコンチャートでは初回リリース時のLP盤では最高位157位、登場回数2回、売り上げ枚数0.4万枚であったが、後に再リリースされたCD盤では最高位2位、登場回数12回、売り上げ枚数は13.9万枚となり、売り上げ枚数の累計は14.3万枚となった。

## 収録曲
| 全編曲: 小室哲哉。 | |          |                    |      |
| #                  | タイトル | 作詞     | 作曲               | 時間 |
| 1.                 | 「YOUR SONG (TWINKLE MIX)」                                                                                    | 小室哲哉 | 小室哲哉、木根尚登 | 3:59 |
| 2.                 | 「組曲 VAMPIRE HUNTER D 魔物たちの夜〜Dのテーマ（登場）〜吸血鬼リイ伯爵〜Dのテーマ（別れ）〜約束（パートII）」 |          | 小室哲哉           | 9:49 |

| #         | タイトル                                             | 作詞      | 作曲               | 時間  |
| --------- | ---------------------------------------------------- | --------- | ------------------ | ----- |
| 3.        | 「TWINKLE NIGHT (あるひとりのロマンティストの生誕)」 | 西門加里  | 小室哲哉           | 5:30  |
| 4.        | 「ELECTRIC PROPHET (電気じかけの予言者)」            | 小室哲哉  | 小室哲哉、木根尚登 | 8:46  |
| 合計時間: | 合計時間:                                            | 合計時間: | 合計時間:          | 28:06 |

## 曲解説
1. YOUR SONG (TWINKLE MIX)
5thシングル。イントロの前に小さい音量で「TWINKLE NIGHT (あるひとりのロマンティストの生誕)」のサビが入る。シングル版よりも演奏時間が短くエディットされており、("D"Mix)にあった、間奏のオーケストラヒットやクワイアによるルートヴィヒ・ヴァン・ベートーヴェンの交響曲第9番ニ短調作品125の演奏部分がカットされ、エンディングがフェードアウトで終わるなどアルバムバージョンとなっている。
この曲の歌詞は後の『CAROL ～A DAY IN A GIRL'S LIFE 1991～』の原型をなすものと考えられている。
2. 組曲 VAMPIRE HUNTER D
　魔物たちの夜〜Dのテーマ（登場）〜
　吸血鬼リイ伯爵〜Dのテーマ（別れ）〜
　約束（パートII）
後にリリースされるサントラ版吸血鬼ハンター“D”よりダイジェスト的な編集となっている。
3. TWINKLE NIGHT (あるひとりのロマンティストの生誕)
アルバムタイトル曲。
4. ELECTRIC PROPHET (電気じかけの予言者)
初期のコンサートで必ず演奏されていた曲。ファンの間では『エレプロ』という愛称で親しまれている。ライブバージョンとは別のアレンジになっている。ライブでは宇都宮は大サビを「We are surrender」と間違えた文法で歌っているが、このスタジオ収録版では「We surrender」と正しい文法で歌っている。
小室は歌詞について「何年経っても古くならないように気を付けた」「21世紀ではなく22世紀の、遠くから優しく僕達を見守り、寄り添ってくれている理想のヒーローを描いた。そういう大人になりたかったのだと思う」と話している[6]。
Bメロのみ木根が作曲し、それ以外のパートを小室が作曲した[7]。
2024年5月15日、満島ひかりによるカバーバージョンが「TM NETWORK TRIBUTE ALBUM -40th CELEBRATION-」に収録された。

## スタッフ・クレジット

### TM Network
- 小室哲哉
- 宇都宮隆
- 木根尚登

### 参加ミュージシャン
- 北島健二 - ギター
- 高杉登 - パーカッション
- 中村哲 - サックス、ホーンアレンジメント
- 小泉洋 - コンピュータプログラミング、シンセサイザーマニピュレート

### スタッフ
- 小室哲哉 - プロデュース
- 小坂"yusho"洋二 - エグゼクティブ・プロデューサー
- 松村慶子 - スーパーバイザー
- 山口"Multi Killer"三平 - ディレクト
- 小池光夫 - レコーディング、ミックス（1,2曲目）
- 大森政人 - レコーディング、ミックス（3,4曲目）
- 伊藤康宏 - アシスト
- 中川幸衛 - アシスト
- 鈴木信久 - アシスト
- 渡辺茂実 - アシスト
- 宮田信吾 - アシスト
- 鈴木浩二 - アシスト

## リリース履歴
1985年11月28日にEPICソニーからLPにてリリースされた。
1989年8月21日にはCDにて再リリースされた。その後2004年3月31日には完全限定生産盤のCD-BOX『WORLD HERITAGE DOUBLE-DECADE COMPLETE BOX』に紙ジャケット、24bitデジタルリマスタリング仕様で収録された。
2007年3月21日には単独で紙ジャケット、デジタルリマスタリング仕様でリリースされ、2013年2月20日にはデジタルリマスタリング仕様でBlu-spec CD2にてリリースされた。
| No. | 日付           | レーベル                      | 規格         | 規格品番   | 最高順位 | 備考 |
| --- | -------------- | ----------------------------- | ------------ | ---------- | -------- | --- |
| 1   | 1985年11月28日 | EPIC/SONY                     | LP           | 15・3H-185 | 157位    | |
| 2   | 1989年8月21日  | EPIC/SONY RECORDS             | CD           | 22･8H-5114 | 2位      | |
| 3   | 2004年3月31日  | Epic Records                  | CD           | ESCL-2523  | -        | CD-BOX『WORLD HERITAGE DOUBLE-DECADE COMPLETE BOX』（完全生産限定盤）収録 紙ジャケット、24bitデジタルリマスタリング仕様 |
| 4   | 2007年3月21日  | GT music（Sony Music Direct） | CD           | MHCL-1036  | -        | 紙ジャケット、デジタルリマスタリング仕様（完全生産限定盤）                                                              |
| 5   | 2013年2月20日  | GT music（Sony Music Direct） | Blu-spec CD2 | MHCL-30009 | 212位    | デジタルリマスタリング仕様                                                                                              |